# Lužná (Rakovníki járás)
Lužná település Csehországban, Rakovníki járásban. Lužná Ruda, Lišany, Pavlíkov, Rakovník, Řevničov, Krušovice és Nový Dům településekkel határos. Lakosainak száma 1970 fő (2024. január 1.).

## Népesség
A település lakosságának változását az alábbi diagram mutatja:
| Lakosok száma | 1403 | 1448 | 1801 | 2110 | 1827 | 1787 | 1914 | 1899 | 1928 | 1970 |
|               | 1869 | 1900 | 1921 | 1961 | 1980 | 2011 | 2016 | 2019 | 2021 | 2024 |